# Ordine di Suvorov (Federazione Russa)
L'Ordine di Suvorov (in russo Орден Суворова?, Orden Suvorova) è un'onorificenza della Federazione Russa.

## Storia
L'Ordine è stato fondato il 7 settembre 2010 ed è stato assegnato per la prima volta il 14 novembre 2013.

## Assegnazione
L'Ordine è assegnato a militari:
- per l'organizzazione e la gestione efficiente dei gruppi di operazioni delle truppe, associazioni, unità militari, che hanno permesso, nonostante la tenace resistenza del nemico, la sua superiorità numerica, il possesso di avanzate attrezzature tecniche e di una posizione privilegiata nel teatro, il raggiungimento degli obiettivi delle operazioni;
- per l'organizzazione e la gestione efficiente delle unità delle Forze Armate della Federazione Russa per le attività di carattere strategico, per l'aver garantito la difesa della Federazione russa e/o dei suoi alleati.

## Insegne
- L'insegna è una croce patente di 40 mm di larghezza placcata d'oro, con raggi d'argento che sporgono dal centro verso l'esterno tra i bracci della croce in modo da formare un quadrato. La distanza tra l'estremità dei raggi argento alla punta dei raggi opposti è di 35 mm. Al centro vi è un medaglione circolare convesso che porta il busto dorato di Aleksandr Suvorov, di profilo, verso sinistra. Appena sotto il busto di Suvorov, sul bordo inferiore, si trovano rami di quercia e alloro. Nella parte superiore del medaglione, dopo la sua circonferenza, l'iscrizione in rilievo smaltata di rosso "ALEKSANDR SUVOROV" (Russo: АЛЕКСАНДР СУВОРОВ). L'inverso è nudo, tranne per la presenza del numero di serie.
- Il nastro verde con una fascia centrale arancione.

## Insigniti
1. Scuola superiore aeronautica "Vasilij Margelov" di Rjazan' (14 novembre 2013)
2. 76ª Divisione d'assalto aereo delle guardie (18 agosto 2014)
3. Poligono centrale della Federazione Russa (17 settembre 2014)
4. 7ª Divisione d'assalto aereo da montagna delle guardie (14 maggio 2015)
5. Cosmodromo di Pleseck (22 luglio 2015)
6. Tenente generale Evgenij Alekseevič Ustinov (1 settembre 2017) - Capo di stato maggiore del Distretto militare centrale
7. Colonnello generale Aleksandr Aleksandrovič Žuravlëv (28 novembre 2017)
8. Distretto militare meridionale (23 febbraio 2018)
9. Generale di brigata Suheil al-Hassan (9 maggio 2018) - Comandante dell'unità speciale dell'Esercito arabo siriano delle Forze Tigre
10. Distretto militare orientale (18 dicembre 2018)
11. 2º Reggimento di aviazione mista (2 febbraio 2019)
12. Comando dell'aviazione a lungo raggio (24 dicembre 2019)
13. 58ª Armata combinata delle guardie (29 maggio 2020)
14. Comando dell'aviazione militare da trasporto (29 dicembre 2020)
15. 929º Centro statale prove di volo "V.P. Čkalov" del Ministero della Difesa (29 dicembre 2020)
16. 11ª Brigata d'assalto aereo delle guardie (26 ottobre 2023)
17. 15ª Brigata fucilieri motorizzata delle guardie "Aleksandrija" (28 novembre 2023)
18. 155ª Brigata fanteria di marina delle guardie (23 gennaio 2025)
19. 1ª Brigata fucilieri motorizzata delle guardie "Slavjansk" (7 giugno 2025)
20. 9ª Brigata fucilieri motorizzata delle guardie "Mariupol-Khingan" (7 giugno 2025)
21. 110ª Brigata fucilieri motorizzata delle guardie (7 giugno 2025)